# James D'Arcy
James D'Arcy, pseudonimo di Simon D'Arcy (Londra, 24 agosto 1975), è un attore e regista britannico.

## Biografia
James D'Arcy nasce nel quartiere Hammersmith e Fulham di Londra, dove, a causa della prematura scomparsa di suo padre, cresce insieme a sua madre Caroline (un'infermiera) e a sua sorella minore Charlotte. Frequenta il Christ's Hospital di Horsham, dove nel 1991 si diploma. Terminati gli studi si trasferisce in Australia, dove per un anno lavora per il dipartimento teatrale di una scuola di Perth, appassionandosi in questo modo alla recitazione. Tornato a Londra si iscrive alla London Academy of Music and Dramatic Art, dove frequenta un corso triennale durante il quale appare in numerose produzioni teatrali, tra cui Heracles, Come vi piace, Wild Honey, The Freedom of the City e Sherlock Holmes. Terminati gli studi nel 1995, si laurea ottenendo un Bachelor of Arts in recitazione.
La sua carriera inizia nel 1996, anno in cui recita in ruoli minori in tre episodi delle serie televisive Silent Witness, Dalziel and Pascoe e Brookside. Da quel momento in poi inizia ad apparire in numerose produzioni sia cinematografiche che televisive. Nel 1997 recita nei film per la televisione Il fantasma di Canterville e The Ice House e appare per la prima volta in un film cinematografico, Wilde, con protagonisti Stephen Fry e Jude Law. Sempre nello stesso anno ottiene inoltre il suo primo ruolo principale, quello di Blifil nella miniserie televisiva composta da cinque puntate Tom Jones, accanto a Max Beesley e Samantha Morton.
Nel 2001 interpreta il ruolo del protagonista Ernie Coyne nella miniserie televisiva Rebel Heart e recita accanto a Sophia Myles nel film per la televisione The Life and Adventures of Nicholas Nickleby, nuovamente nel ruolo del protagonista. Nel 2002 partecipa ai film per la televisione Sir Gawain and the Green Knight e Sherlock, nei ruoli dei protagonisti Gawain e Sherlock Holmes, e nel 2003 recita nel film Dot the I - Passione fatale, accanto a Gael García Bernal e Natalia Verbeke, e nel film Master & Commander - Sfida ai confini del mare di Peter Weir. Sempre nello stesso anno è inoltre il protagonista della serie televisiva di breve durata P.O.W..
Nel 2004 recita nel ruolo di padre Francis nel film L'esorcista - La genesi e l'anno successivo partecipa al film An American Haunting, nel ruolo di Richard Powell, e recita nella serie televisiva Poirot, nell'episodio tratto dal romanzo di Agatha Christie Il mistero del treno azzurro. Nel 2006 recita nella serie televisiva Miss Marple, nell'episodio tratto dal romanzo Il terrore viene per posta, e partecipa a una puntata della miniserie televisiva Roma - Nascita e caduta di un impero nel ruolo di Tiberio Gracco, mentre l'anno successivo recita accanto a Lucy Liu e Carla Gugino nel film horror La setta delle tenebre.
Nel 2008 partecipa al film Flashbacks of a Fool con Daniel Craig e nel 2009 recita accanto a Brendan Gleeson nel film per la televisione Into the Storm - La guerra di Churchill in cui interpreta Jock Colville. Nel 2010 entra a far parte del cast principale della terza stagione della serie televisiva Diario di una squillo perbene in cui interpreta per otto episodi il ruolo di Duncan Atwood. L'anno seguente recita accanto a Sean Bean nel film Age of Heroes e recita in uno dei film per cui è maggiormente conosciuto dal grande pubblico: W.E. - Edward e Wallis, diretto da Madonna, in cui interpreta il ruolo di re Edoardo VIII. Nel 2012 recita accanto a Tom Hanks, Hugh Grant, Halle Berry e Hugo Weaving nel film Cloud Atlas, co-diretto da Lana & Andy Wachowski e Tom Tykwer. Nello stesso anno impersona l'attore Anthony Perkins nel film Hitchcock di Sacha Gervasi. Nel 2014 partecipa alla serie televisiva Those Who Kill. Nel 2015 interpreta il ruolo di Edwin Jarvis nella serie tv Agent Carter, ruolo che riprende nel film del 2019 Avengers: Endgame, nel quale fa un breve cameo.

## Filmografia parziale

### Attore

#### Cinema
- Wilde, regia di Brian Gilbert (1997)
- The Trench - La trincea (The Trench), regia di William Boyd (1999)
- Dot the I - Passione fatale (Dot the I), regia di Matthew Parkhill (2003)
- Master & Commander - Sfida ai confini del mare (Master and Commander: The Far Side of the World), regia di Peter Weir (2003)
- L'esorcista - La genesi (Exorcist: The Beginning), regia di Renny Harlin (2004)
- An American Haunting, regia di Courtney Solomon (2005)
- La setta delle tenebre (Rise), regia di Sebastian Gutierrez (2007)
- Flashbacks of a Fool, regia di Baillie Walsh (2008)
- The Flight of the Swan, regia di Nikos Tzimas (2011)
- W.E. - Edward e Wallis (W.E.), regia di Madonna (2011)
- Age of Heroes, regia di Adrian Vitoria (2011)
- Cloud Atlas, regia dei Lana e Lilly Wachowski e Tom Tykwer (2012)
- Hitchcock, regia di Sacha Gervasi (2012)
- After the Dark regia di John Huddles (2013)
- Bastardi in divisa (Let's Be Cops), regia di Luke Greenfield (2014)
- Jupiter - Il destino dell'universo (Jupiter Ascending), regia di Lana e Lilly Wachowski (2015)
- Survivor, regia di James McTeigue (2015)
- Guernica - Cronaca di una strage (Gernika), regia di Koldo Serra (2016)
- Dunkirk, regia di Christopher Nolan (2017)
- L'uomo di neve (The Snowman), regia di Tomas Alfredson (2017)
- Avengers: Endgame, regia di Anthony e Joe Russo (2019)
- Life Like, regia di Josh Janowicz (2019)
- Sei minuti a mezzanotte (Six Minutes to Midnight), regia di Andy Goddard (2020)
- North of Normal, regia di Carly Stone (2022)
- Oppenheimer, regia di Christopher Nolan (2023)

#### Televisione
- Il fantasma di Canterville (The Canterville Ghost), regia di Crispin Reece – film TV (1997)
- Tom Jones (The History of Tom Jones, a Foundling), regia di Metin Hüseyin – miniserie TV (1997)
- Rebel Heart, regia di John Strickland – miniserie TV (2001)
- The Life and Adventures of Nicholas Nickleby, regia di Stephen Whittaker – film TV (2001)
- P.O.W. – serie TV, 6 episodi (2003)
- Poirot (Agatha Christie's Poirot) – serie TV, episodio 10x01 (2005)
- Miss Marple (Agatha Christie's Marple) – serie TV, episodio 2x02 (2006)
- Mansfield Park, regia di Iain B. MacDonald – film TV (2007)
- Into the Storm - La guerra di Churchill (Into the Storm), regia di Thaddeus O'Sullivan – film TV (2009)
- Diario di una squillo perbene (Secret Diary of a Call Girl) – serie TV, 8 episodi (2010)
- Those Who Kill – serie TV, 10 episodi (2014)
- Broadchurch – serie TV, 8 episodi (2015)
- Agent Carter – serie TV, 18 episodi (2015-2016)
- Homeland - Caccia alla spia (Homeland) – serie TV, 6 episodi (2018)
- Das Boot – serie TV, episodi 1x05-1x06 (2018)
- The Hot Zone - Area di contagio (The Hot Zone) – miniserie TV, 6 puntate (2019)
- The Rook – miniserie TV, puntate 04-07 (2019)
- Leonardo – serie TV, 5 episodi (2021)
- Red Election – serie TV, 10 episodi (2021-in corso)
- Deadline, regia di Joe Ahearne – miniserie TV (2022)
- Le indagini di Roy Grace (Grace) – serie TV, episodio 2x02 (2022)
- Constellation – miniserie TV (2024)

### Doppiatore
- Warning, regia di Agata Alexander (2021)
- What If...? – serie animata (2024)

### Produttore
- Made in Italy - Una casa per ritrovarsi (Made in Italy), regia di James D'Arcy (2020)

### Regista
- Made in Italy - Una casa per ritrovarsi (Made in Italy) (2020)

### Sceneggiatore
- Made in Italy - Una casa per ritrovarsi (Made in Italy), regia di James D'Arcy (2020)

## Doppiatori italiani
Nelle versioni in italiano delle opere in cui ha recitato, James D'Arcy è stato doppiato da:
- Riccardo Rossi ne L'esorcista - La genesi, La setta delle tenebre, Bastardi in divisa
- Giorgio Borghetti in Dunkirk, The Hot Zone - Area di contagio, Oppenheimer
- Mauro Gravina in Agent Carter, Avengers: Endgame, An American Haunting
- Vittorio Guerrieri ne Il fantasma di Canterville, Jupiter - Il destino dell'universo
- Francesco Bulckaen in W.E. - Edward e Wallis, Miss Marple
- Christian Iansante in Master & Commander - Sfida ai confini del mare
- Francesco Venditti in Guernica - Cronaca di una strage
- Riccardo Niseem Onorato in The Trench - La trincea
- Gabriele Lopez in Age of Heroes
- Francesco De Francesco in Cloud Atlas
- Gianfranco Miranda in Hitchcock
- Fabio Boccanera in The Closer
- Marco Vivio in Into the Storm - La guerra di Churchill
- Emiliano Coltorti in Diario di una squillo perbene
- Gabriele Sabatini in Those Who Kill
- Simone D'Andrea in Broadchurch
- Alessio Cigliano in Survivor
- Massimiliano Manfredi ne L'uomo di neve
- Fabrizio De Flaviis in Homeland - Caccia alla spia
- Luca Graziani in Sei minuti a mezzanotte
- Francesco Prando in Das Boot
- Massimo Bitossi in Leonardo
- Fabrizio Picconi in After the Dark
- Fabrizio Manfredi in Constellation

Come doppiatore, D'Arcy è stato sostituito da: 
- Mauro Gravina in What If...?